# Dicranum brevifolium
Dicranum brevifolium là một loài Rêu trong họ Dicranaceae. Loài này được (Lindb.) Lindb. mô tả khoa học đầu tiên năm 1879.

## Hình ảnh

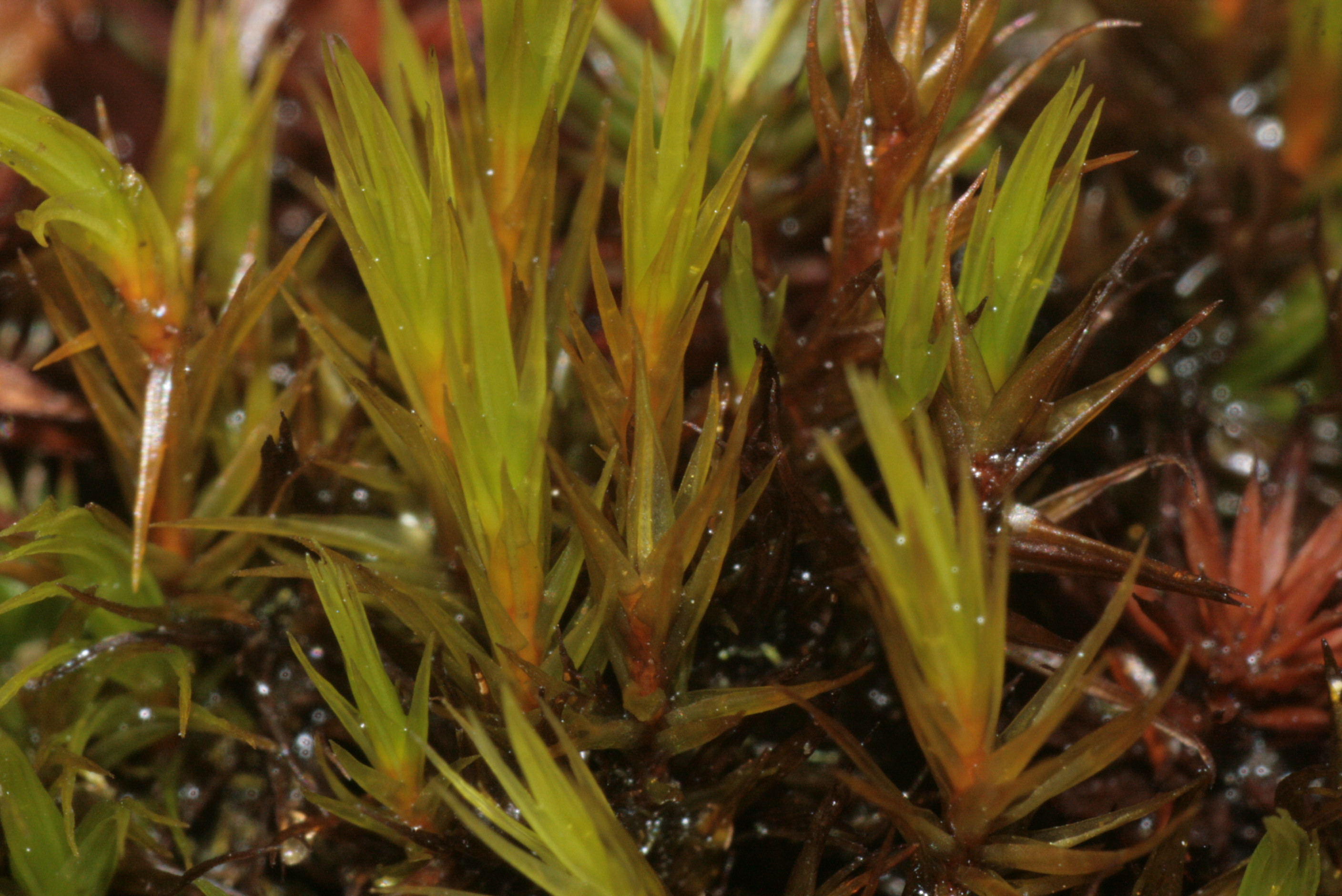
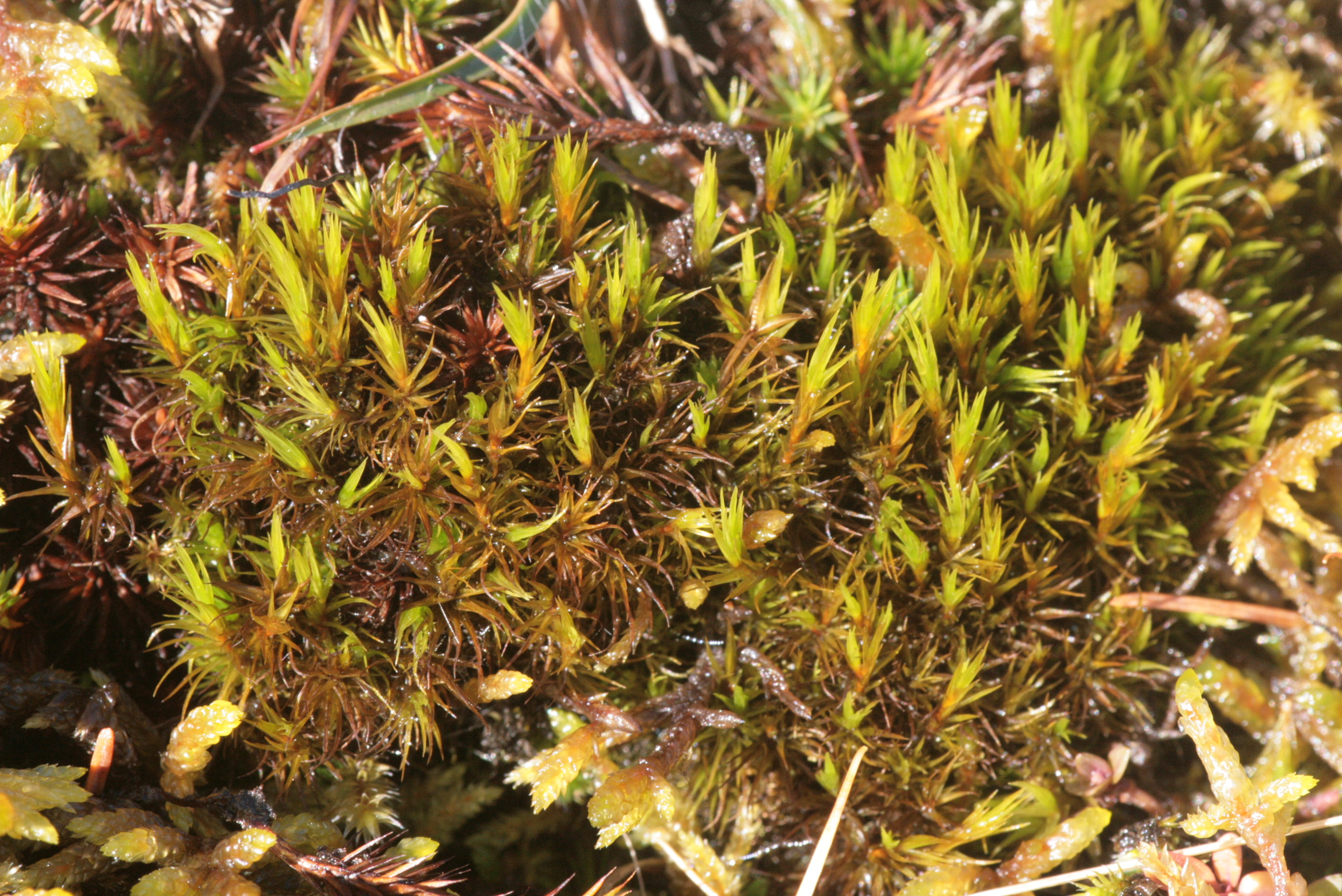
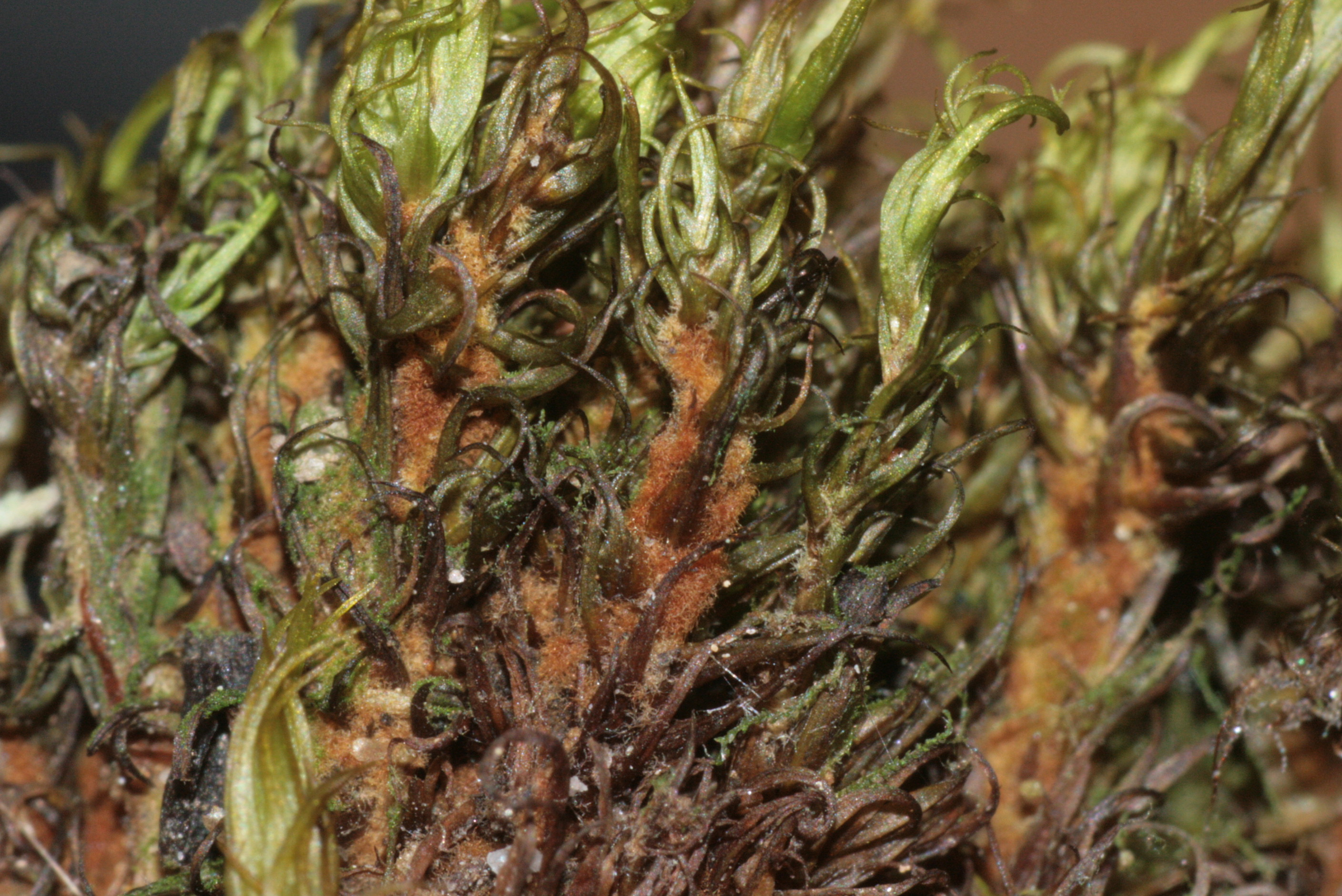
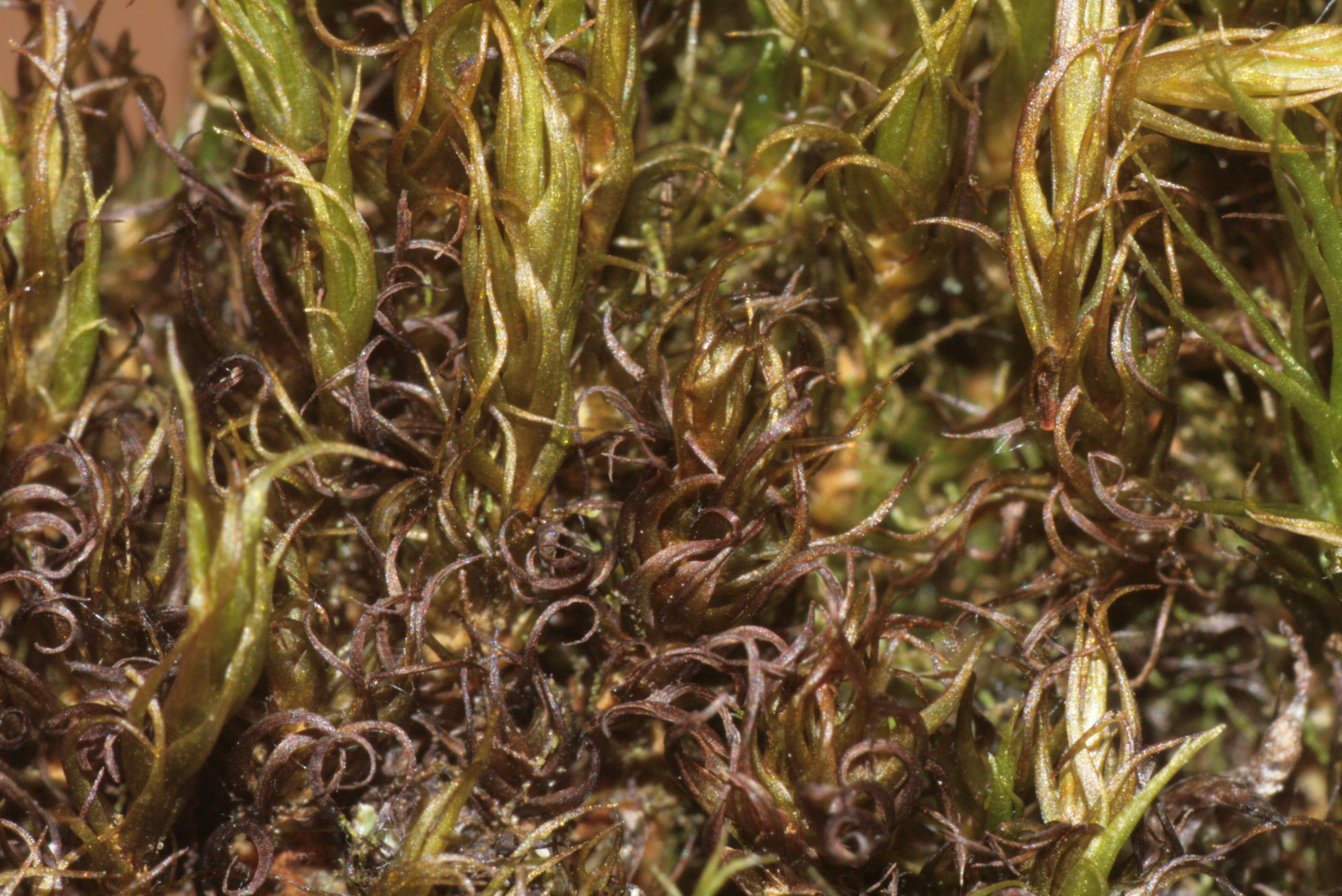